# Colegiata Santa Gertrudis de Nivelles
La iglesia colegiata Santa Gertrudis (en francés: Collégiale Sainte-Gertrude) es una colegiata románica situada en la ciudad de Nivelles en Bélgica. Fue consagrada en 1046 en presencia de Enrique III el Negro, emperador del Sacro Imperio (r. 1046–1056) y del obispo de Lieja Wazon. Fue su época de mayor esplendor, cuando tenía tierras que llegaban hasta Frisia, el río Mosela y el Rin. Se han encontrado bajo la iglesia tumbas que datan de los periodos merovingio (siglo VII) y carolingio (siglo IX). La cripta románica es una de las más grandes de su clase de toda Europa.
Lo único que se conserva es la iglesia, de importantes dimensiones y doble coro, en la que lo más destacable es su Westwerk o macizo occidental, un complejo antecuerpo de influencia otononiana-carolingia.

## Historia

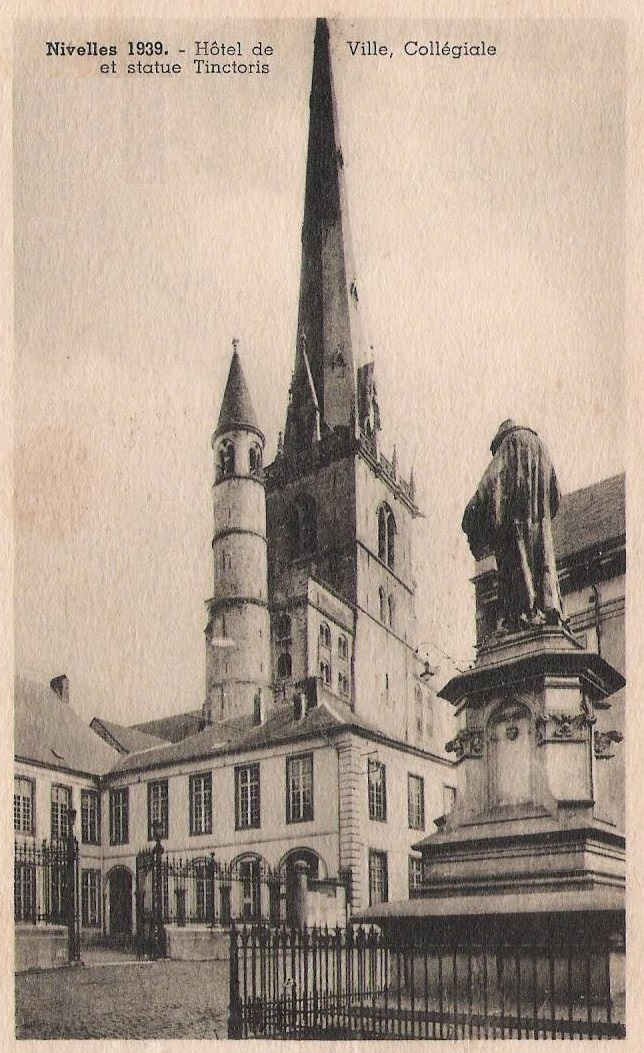
Torre de la colegiata ca. 1900. Postal.

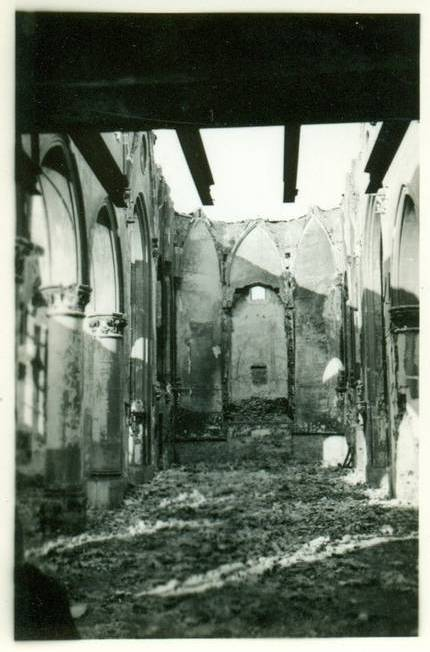
La colegiata bombardeada.

Después del incendio del año 1000, la comunidad religiosa que había sido fundada por Santa Gertrudis en el siglo VII reconstruyó, o casi, la iglesia actual. Su carácter se afirma en la elección de la planta basílical con dos coros, una tipología arquitectónica desarrollada por los carolingios inspirándose a la vez en Roma y en Bizancio. La iglesia tiene dimensiones importantes: más de 100 m de un coro a otro, 25 m de ancho en el cuerpo central y más de 44 m en el transepto oriental. La punta de la torre culmina a 50 m.
Hoy en día, la iglesia se ha convertido en iglesia parroquial: los edificios conventuales desaparecieron en los bombardeos alemanes durante la Campaña de los 18 días en mayo de 1940.
El campanario de la iglesia de Nivelles estaba, antes de la destrucción de la guerra, rematado con una flecha gótica. El campanario fue luego reemplazado por una torre octogonal de estilo románico tardío, tal como podría haber coronado un antecuerpo antes del siglo XII. La disputa entre los expertos sobre esta cuestión fue resuelta tras un referéndum de consulta entre la población.

### Abadesas, princesas y princesas-abadesas
Las principales regentes y personas relacionadas con la colegiata han sido:
- La abadesa santa Gertrudis, que murió allí en 659, y que reposa en la capilla funeraria dedicada a San Pedro;
- Himeltrude (Himiltrude), la primera esposa de Carlomagno, cuyos descendientes fueron una hija (Amaudru) y un hijo (Pipino el Jorobado). Himeltrude fue sepultada en la necrópolis bajo la colegiata de Nivelles;
- la princesa Ermentrude, nieta de Hugo Capeto, rey de Francia, hacia el año 1000 fue enterrada en Nivelles muerta a la edad de 2 años;
- la princesa-abadesa Marguerite de de Haynin, nacida Marie-Marguerite en 1562, hija de Jean de Haynin, caballero, señor de Hainin Wambrechies y Lesquin, y de Ana de Ongnies, hermana de Adrien, gobernador de Lille. Ingresó el 31 de agosto de 1594 en el noble Capítulo de Nivelles como canonesa, y luego fue elegida abadesa secular. Testó el 10 de noviembre de 1623 y murió en Nivelles el 6 de diciembre de 1623.[1]

## Arquitectura

### Arquitectura exterior

#### La Iglesia de estilo otoniana
Iniciada en tiempos otonianos hacia 992, la iglesia fue dedicada en 1046.

##### La cabecera
La iglesia tiene una gran cabecera plana prolongada por un ábside semicircular que, aunque de proporciones significativas, parece pequeño en comparación. La cabecera plana, perforada con unos agujeros mechinales, presenta dos pequeñas ventanas en arco en su bas a nivel del ábside; por encima, y alineados, está atravesada por un triplete formado por tres altas ventanas alargadas rematadas en arco de medio punto. El piñón de la cabecera plana deja ver las vigas de madera de la cercha empotrada de cubierta.
El ábside, semicircular, cubierto con un techo cónico de pizarra, tiene una ventana baja, alineada con las de la cabecera plana, y un pequeño arco de medio punto situado en alto, casi debajo de la cornisa

La cabecera
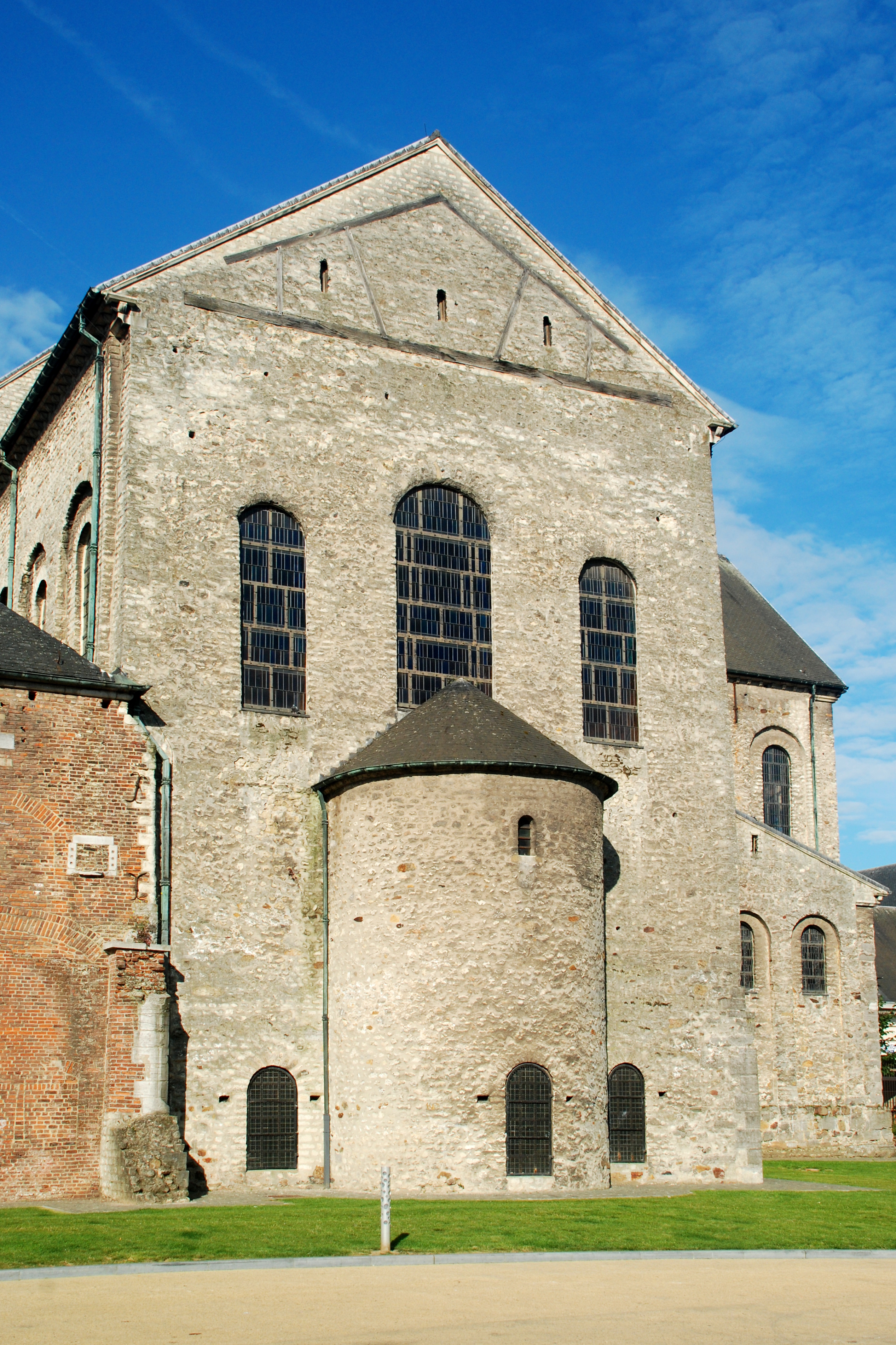
Vista de la cabecera
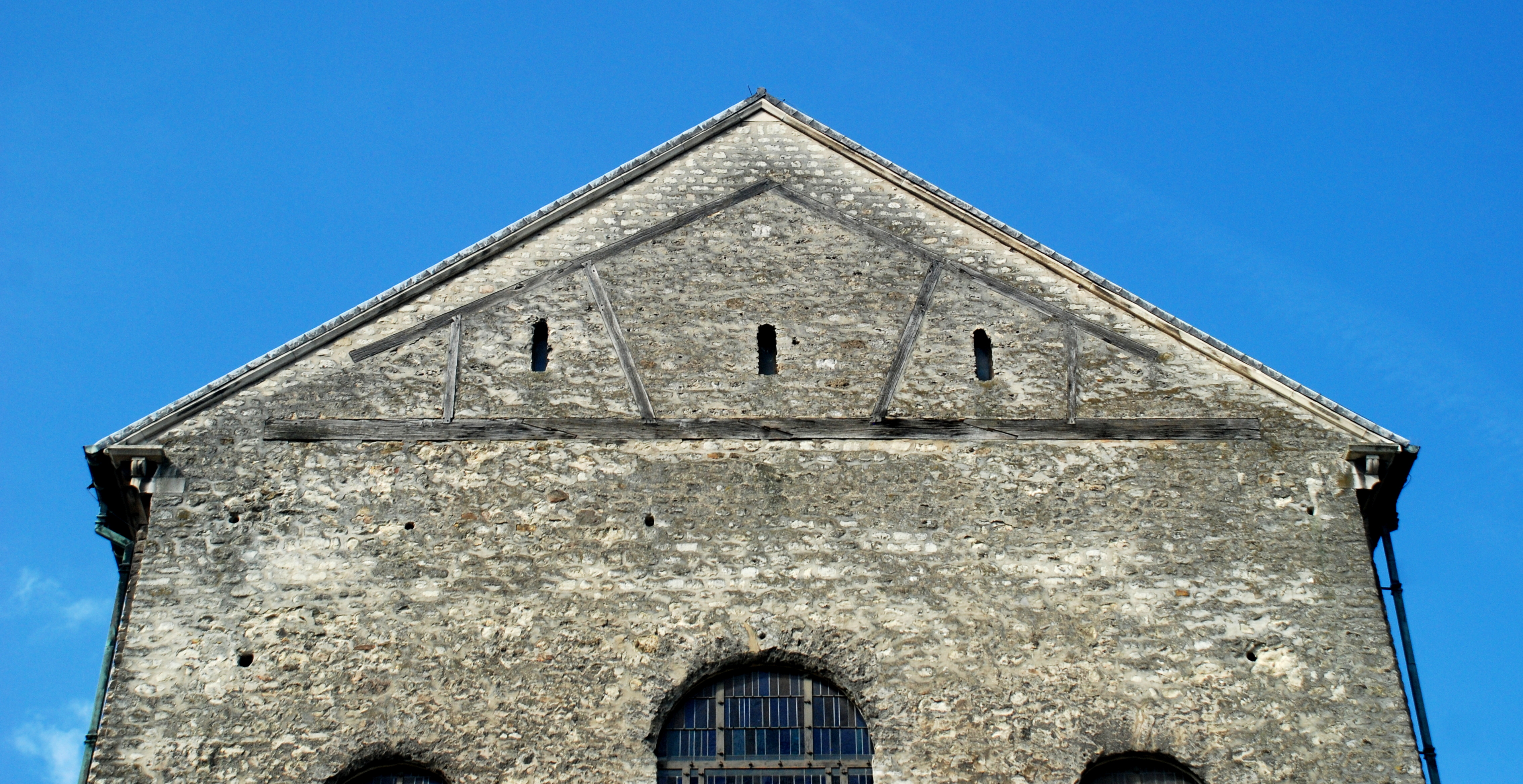
La cercha de cubierta empotrada en el piñón de la cabecera
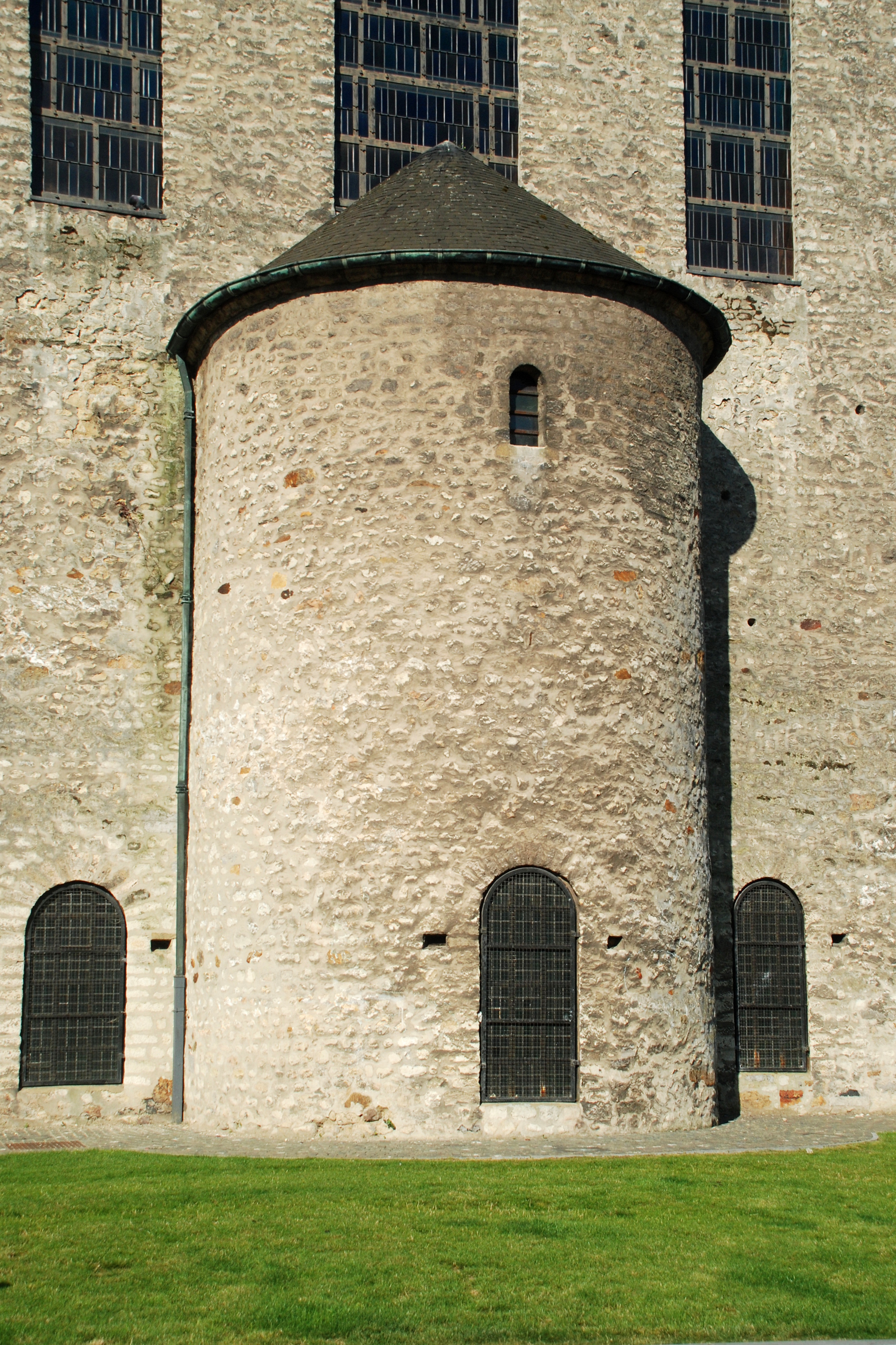
El ábside de la cabecera

##### El transepto
La fachada del brazo sur del transepto está ritmada por cuatro potentes pilastras que, apoyadas en el sótano, se elevan hacia el piñón. Estas pilastras, y las arcadas que las superan, sobresalen del plano de la fachada del transepto y encuadran tres altos huecos rematados en arco de medio punto.
El piñón del brazo del transepto, llamado «piñón san Pedro», presenta una notable decoración escultórica del siglo XII constituida por cinco pisos o niveles de arcadas ciegas cuyo fondo está pintado en color sangre de toro que contrasta agradablemente con el color gris de los mampuestos.
El primer nivel de esta decoración se compone de huecos flanqueados por columnatas, de fuste liso o talladas en motivos en zigzag y capiteles en forma de dado, soportando arcos de medio punto de doble abocinamiento. El nicho central, más grande que los otros, alberga un bajorrelieve representando a San Pedro sentado.
El segundo nivel, muy diferente, tiene ocho pares de huecos geminados con columnillas en dado y arcos de medio punto. El tercer nivel está decorado con dos tripletes de tres huecos de arco en mitra, encuadrando una composición central hecha de una pareja de huecos de medio punto agrupados bajo curvas agrupadas bajo un único arco de descarga. El cuarto nivel, por su parte, está decorado con dos pares de huecos geminados y el último de uno solo.
En todos los niveles, excepto el primero, las enjutas de los arcos (de medio punto o en mitra) están decorados con pequeños arcos mitrados. El piñón del transepto también está perforado muchos agujeros mechinales (agujeros para anclar los andamios).

El transepto
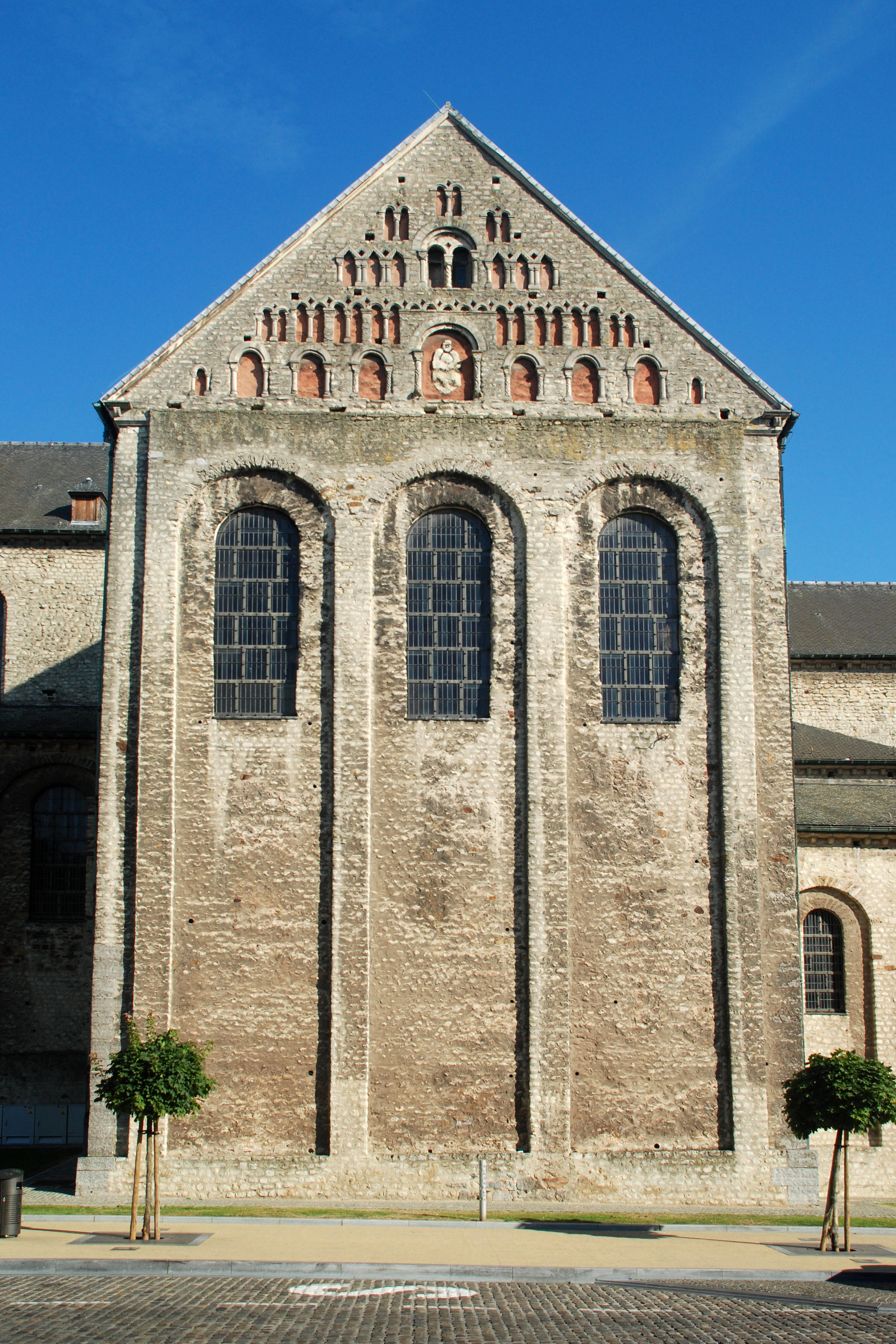
El brazo sur del transepto
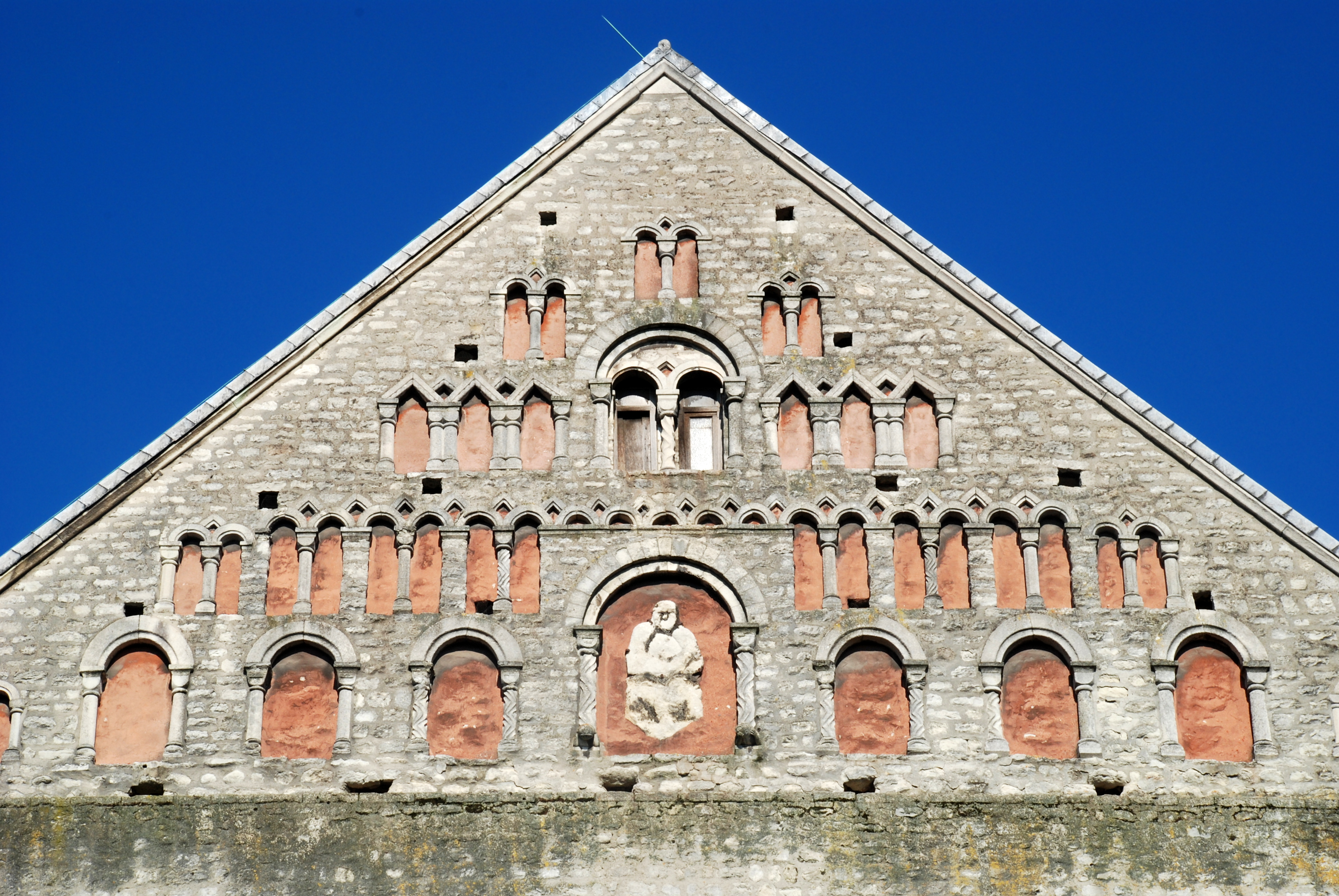
El piñón san Pedro
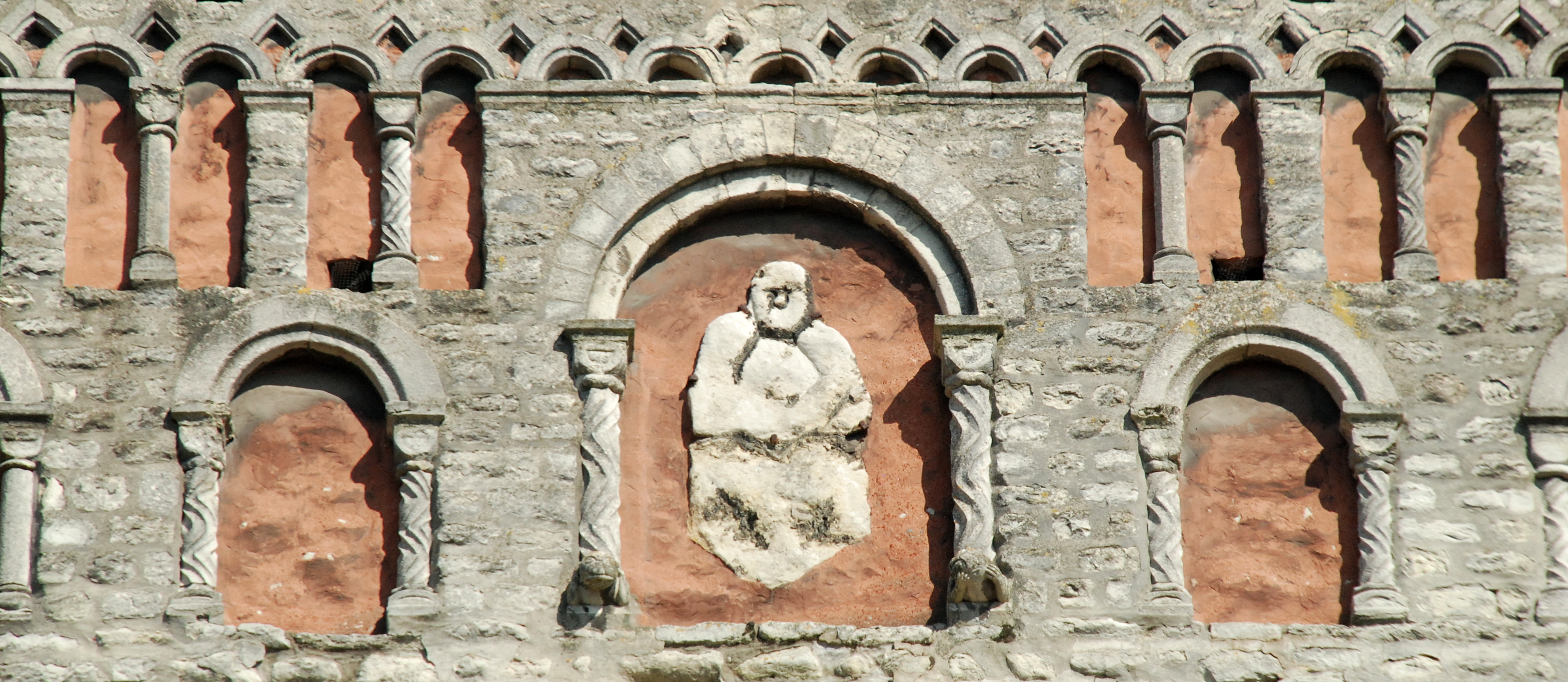
Detalle de la decoración del piñón san Pedro

#### El macizo occidental de estilo románico tardío
Al oeste, la iglesia presenta un potente macizo occidental (o avant-corps, antecuerpo) edificado a finales del periodo románico (circa 1160-1170) en el emplazamiento del "Westbau" del edificio carolingio previo. Este macizo occidental, que confiere a la colegiata Santa Gertrudis su silueta típica, está edificado en piedra labrada con aparejo irregular y está compuesto por cuatro elementos:
- un macizo barlongo;
- un ábside occidental o «contra-ábside»;
- un campanario octogonal;
- dos torretas laterales.

El macizo occidental
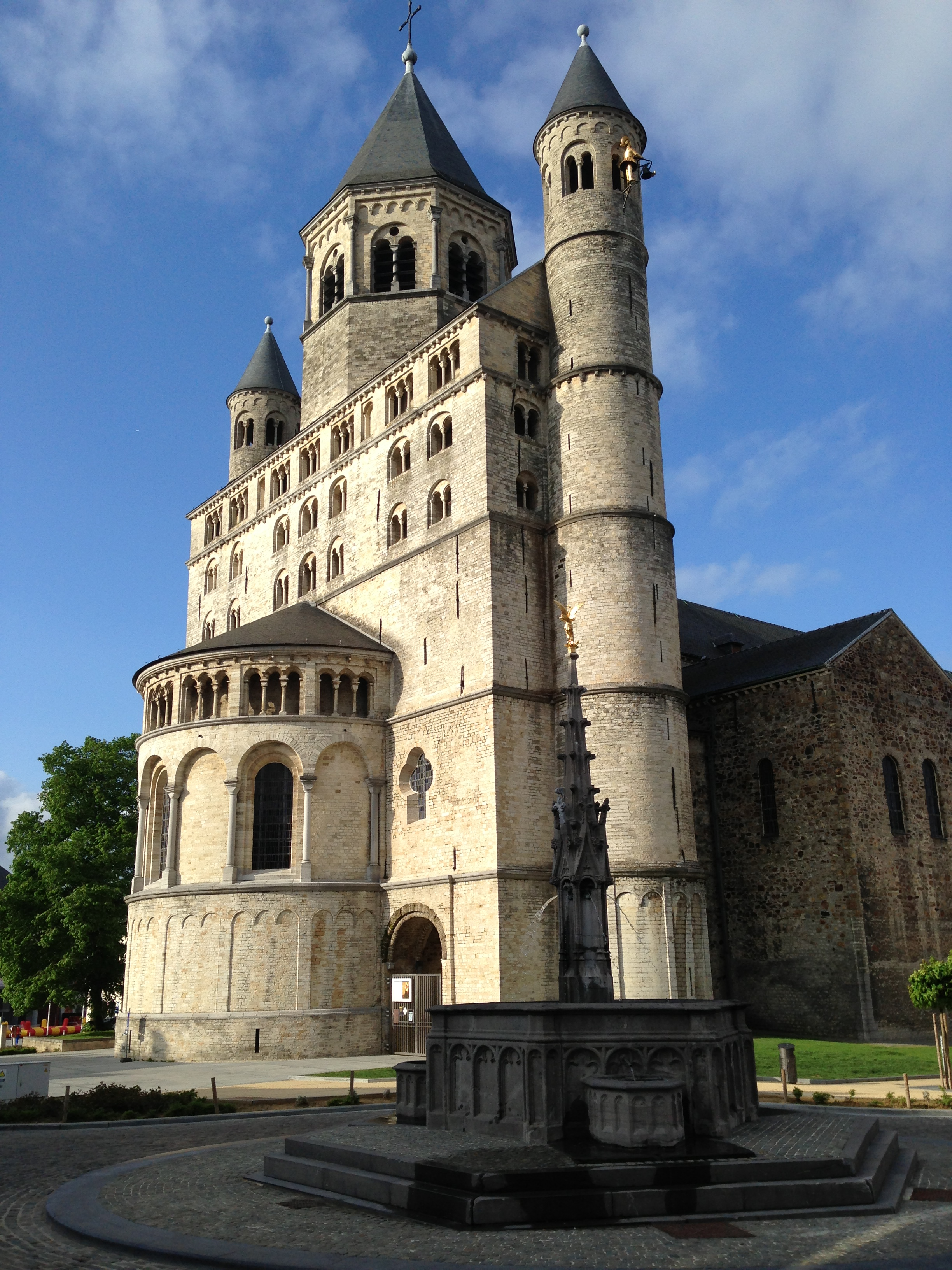
Vista lateral
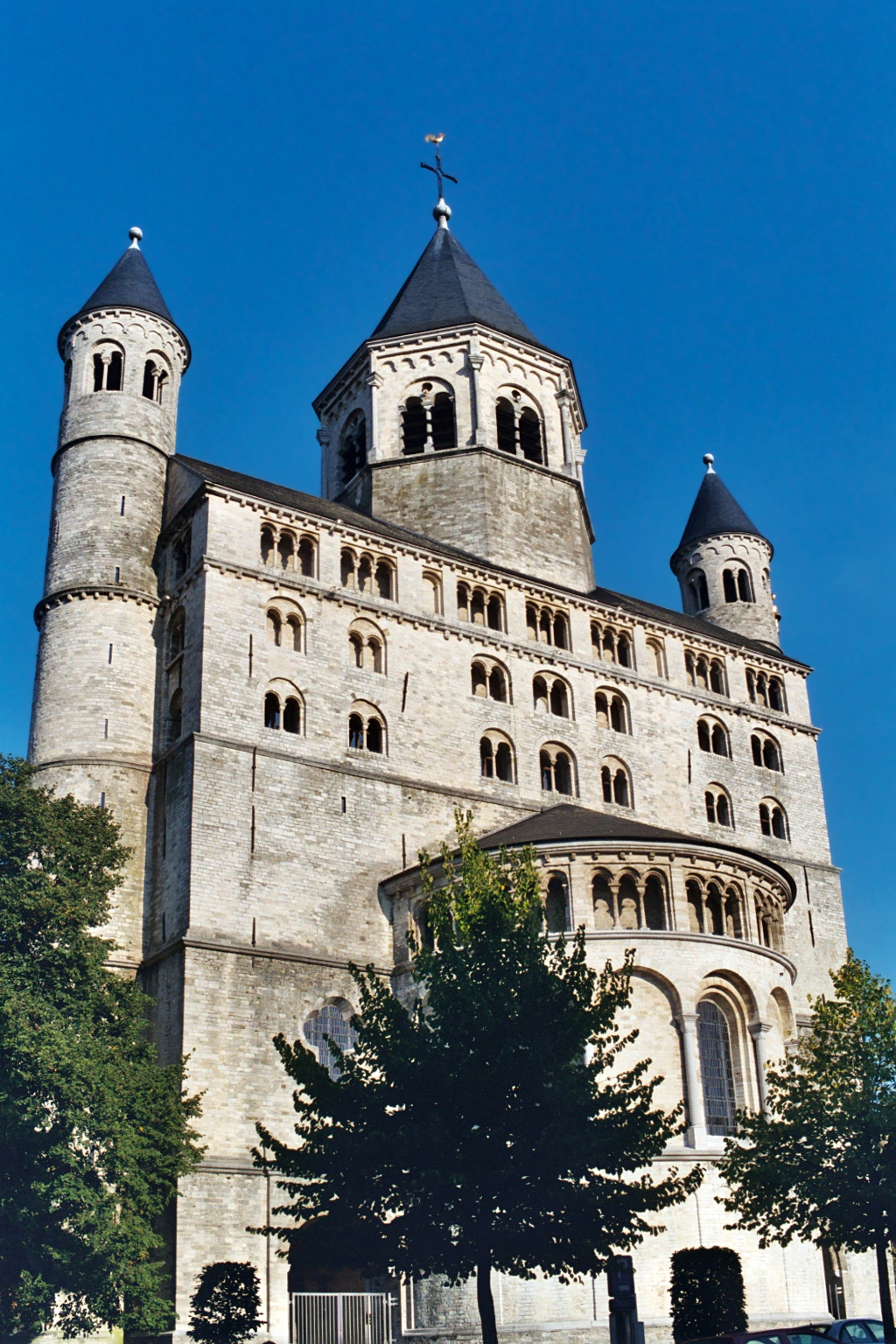
Vista lateral opuesta
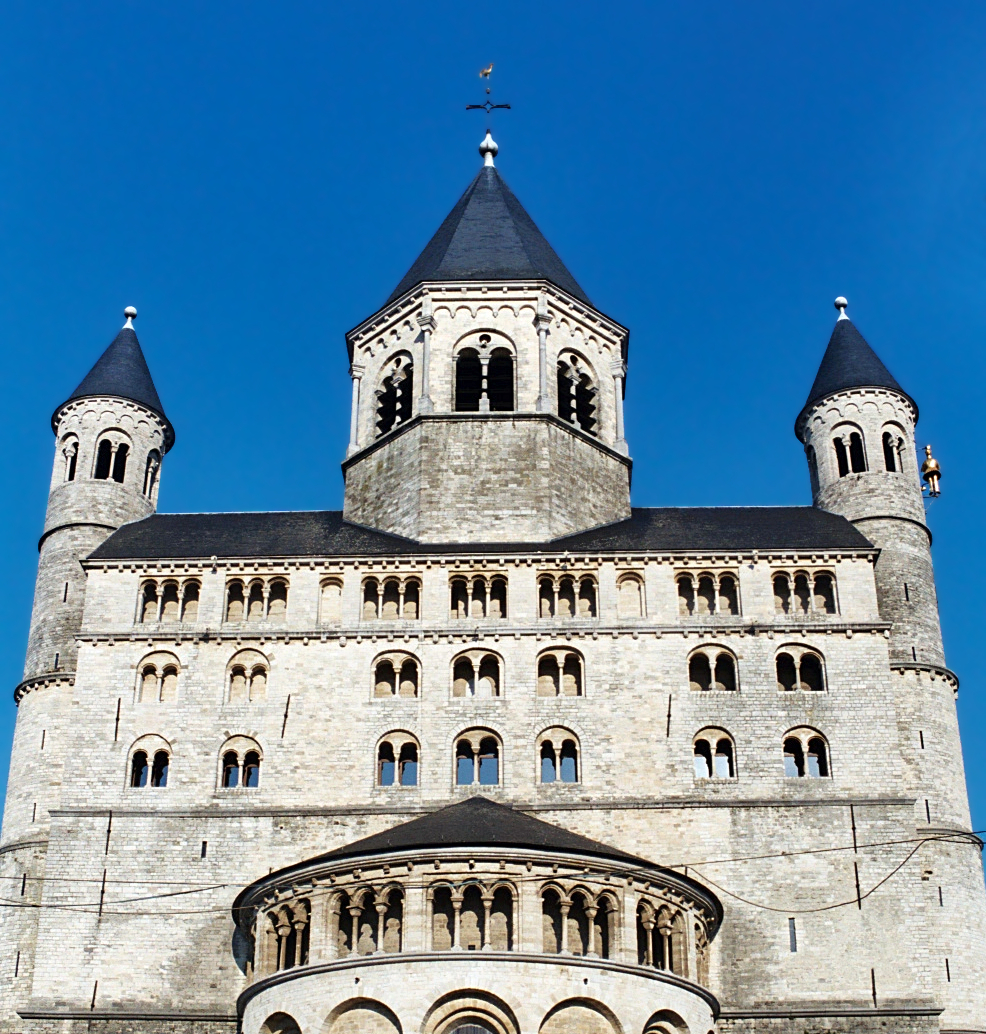
Macizo occidental
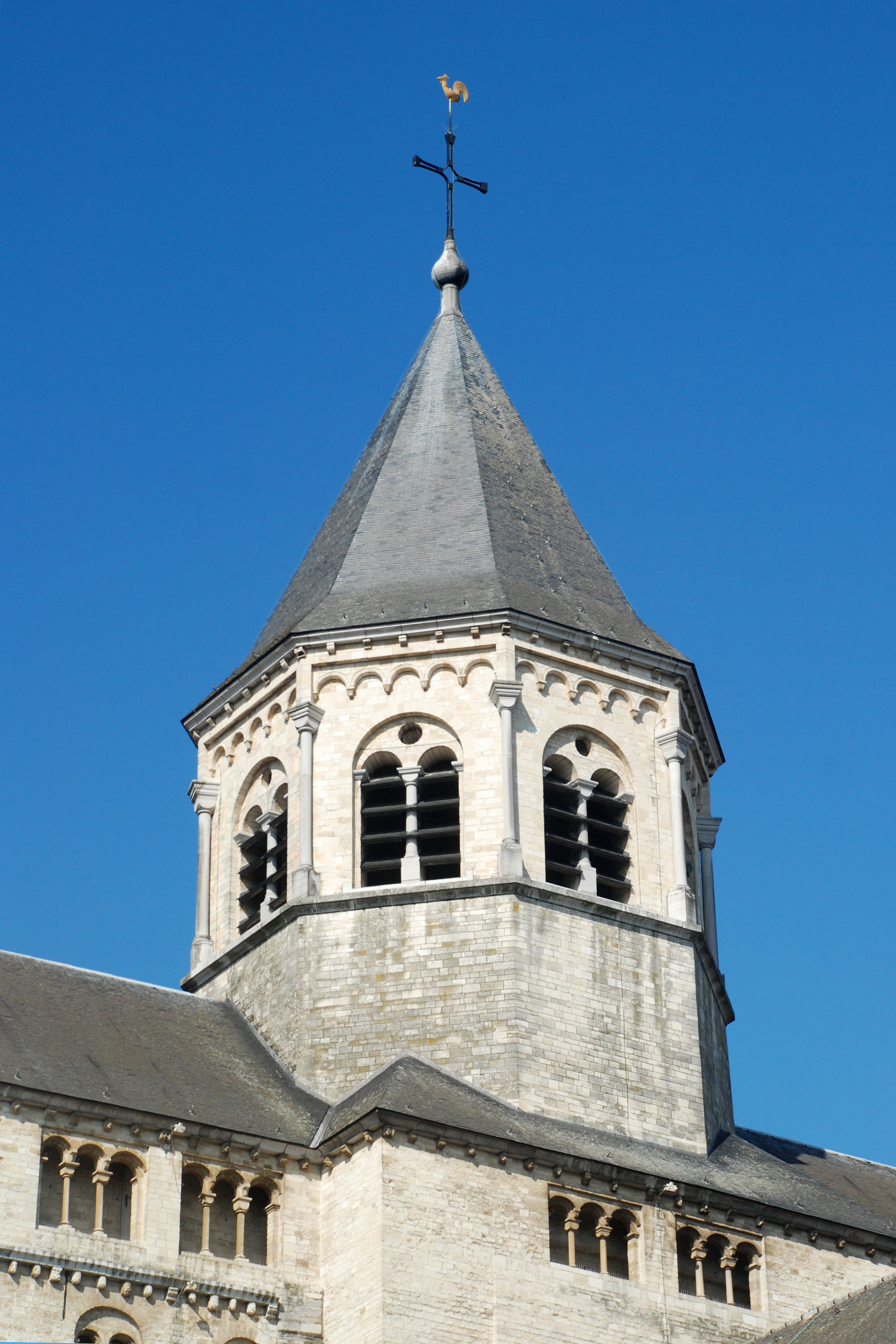
Campanario octogonal
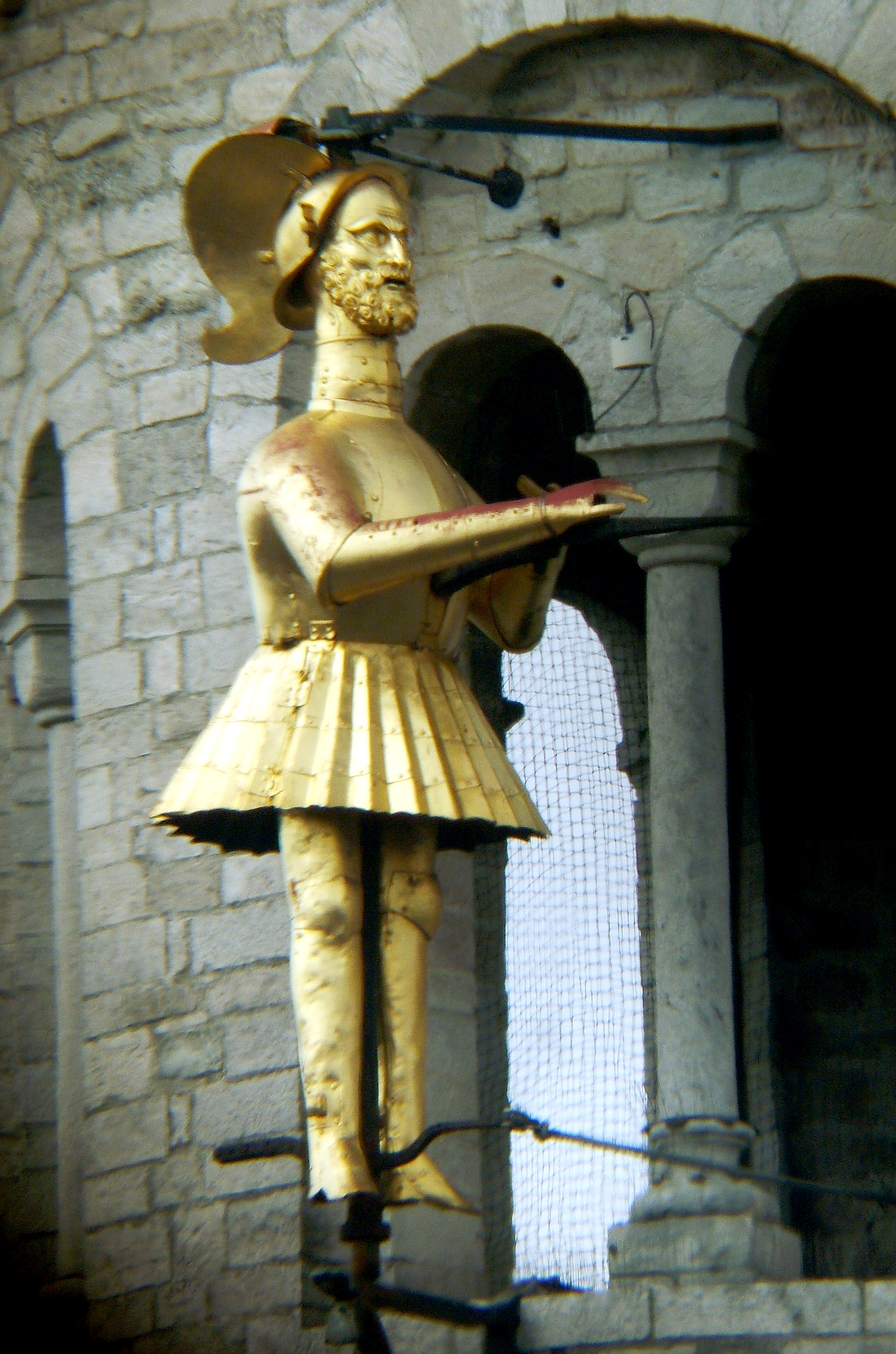
El jacquemart

##### El macizo barlong
El macizo barlong (barlongo, es decir, «alargado transversalmente») presenta cinco niveles de alturas desiguales, separados por poderosos cordones de piedra. El nivel inferior está atravesado por dos porches curvos dispuestos a cada lado del contra-ábside. El segundo nivel está atravesado por dos ventanas en trébol mientras que el tercer nivel es ciego. El cuarto nivel está perforado con numerosos huecos geminados con columnillas dispuestas en dos niveles, mientras que el quinto y último nivel presenta una ornamentación de siete grupos de tres huecos.
A diferencia del famoso macizo barlongo auvernés que tiene dos tejados de una única aguada a ambos lados del nacimiento de la torre del campanario, el macizo obarlong de la colegiata Santa Gertrudis se cubre con una sencilla cubierta a dos aguas.

##### El contra-ábside
El contra-ábside original fue sustituido en 1662 por un portal barroco que ya ha sido desmontado y vuelto a montar en el parque de la Dodaine en 1972 para dar paso a la reconstrucción del contra-ábside que se puede ver ahora, después de su restauración llevado a cabo durante los años 1970-1980.
Este ábside occidental se adosa al macizo barlong para terminar bellamente la iglesia en el oeste. Tiene tres pisos apoyados en una fuerte base,  separados entre sí por cordones de piedra: el primer piso, ciego, está adornado con bandas lombardas y lesenas; el segundo está recorrido por una arcada en la que alternan los huecos ciegos y ventanas, separados por pequeñas columnas que confieren al contra-ábside un hermoso impulso vertical; el tercer y último piso está adornado con una galería enana compuesta de tripletes de huecos de medio punto coronados por mampuestos tallados tanto con motivos geométricos como antropomórficos.

El contra-ábside
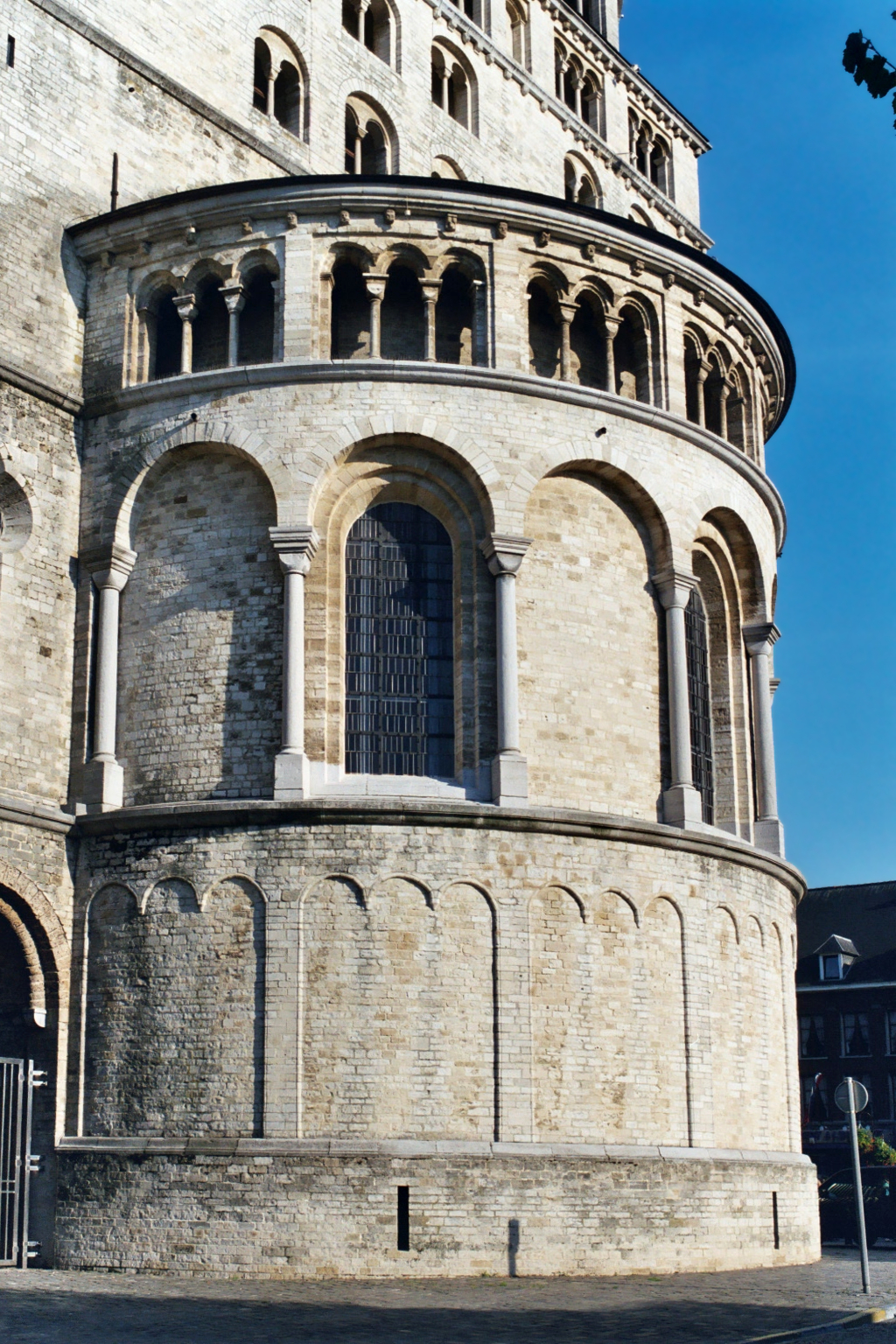
El contra-ábside
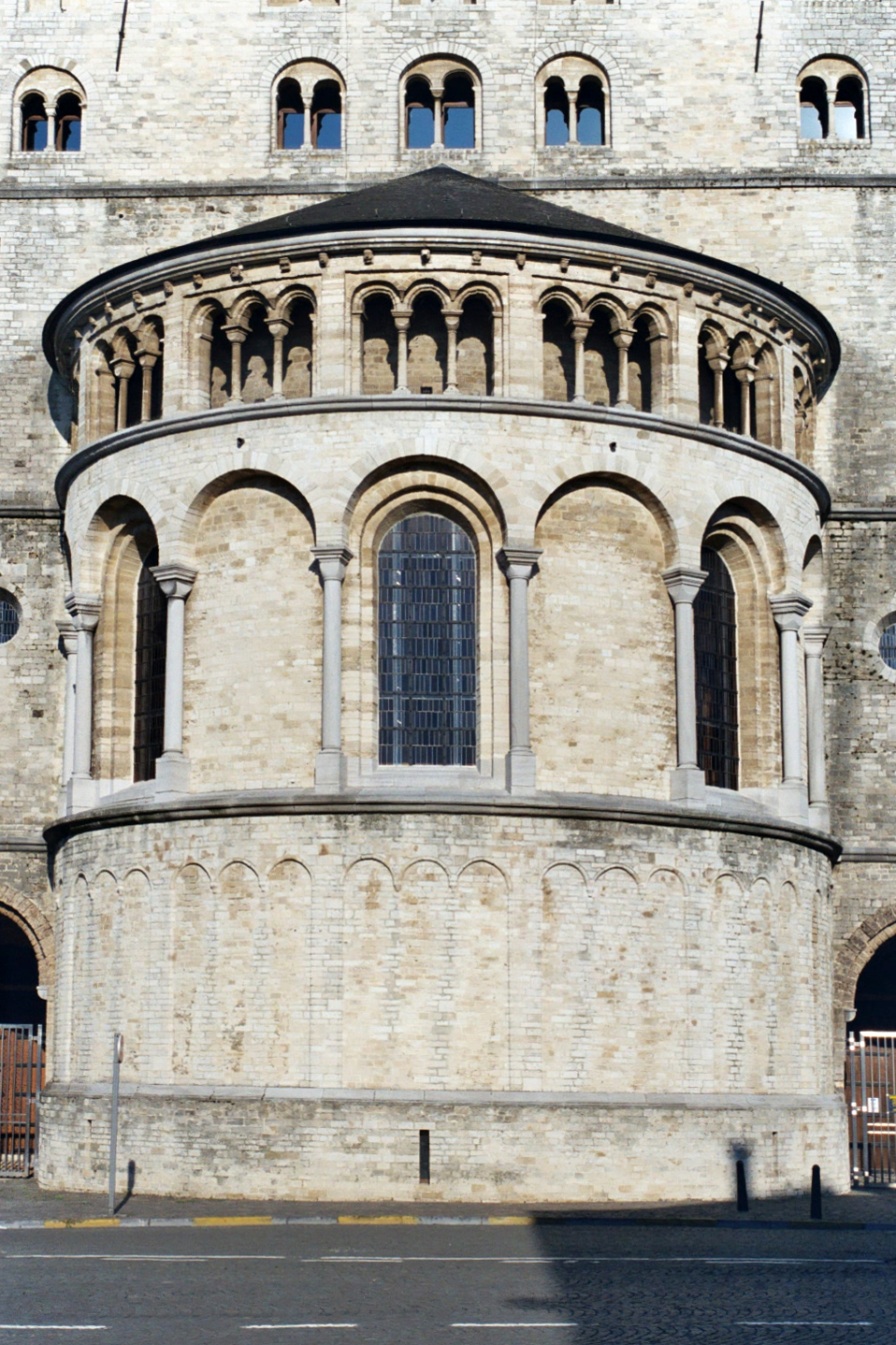
El contra-ábside visto de frente
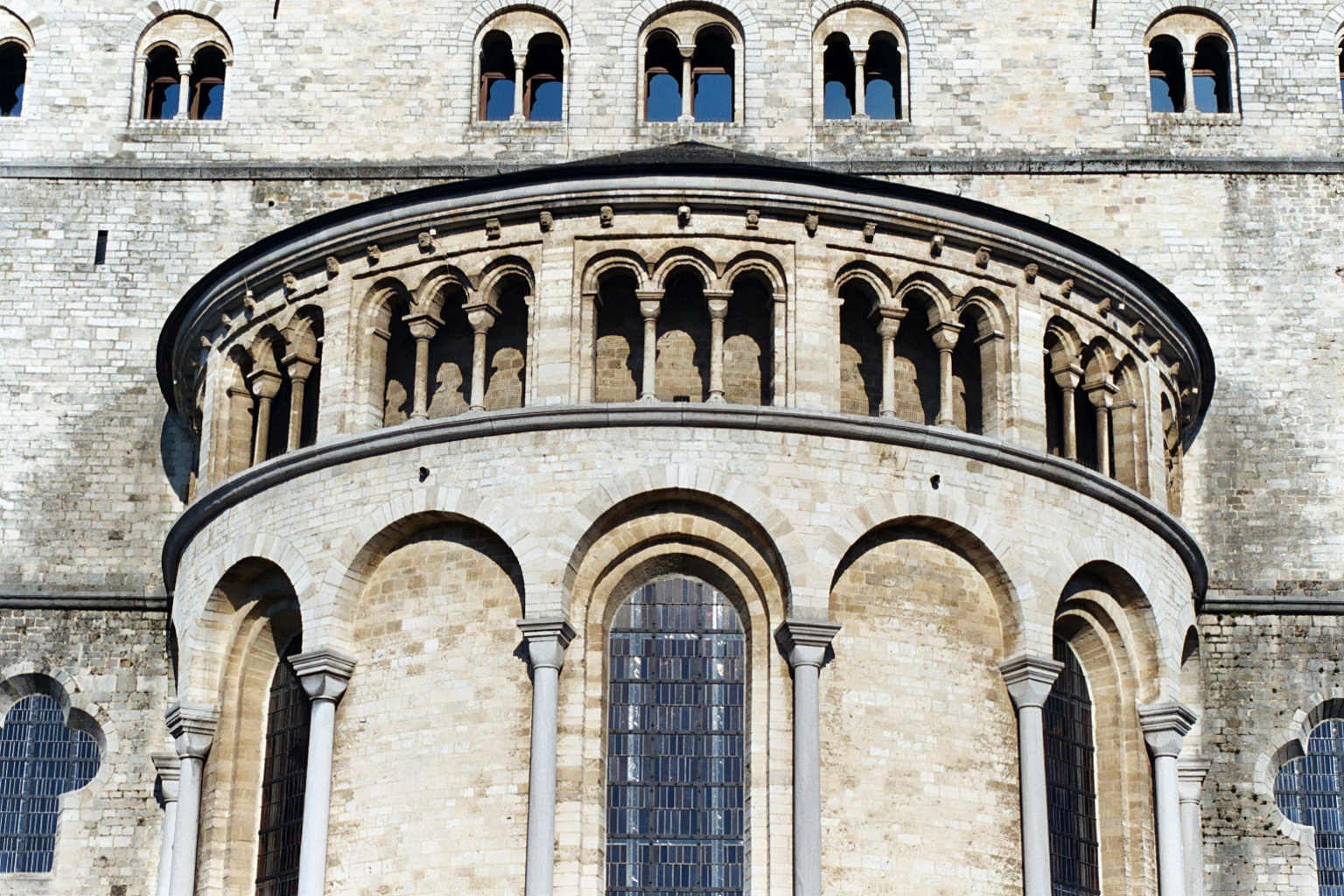
Galería enana

##### Las torretas y el jacquemart
Los últimos componentes de la fachada oeste son las dos altas torretas que flanquean el macizo barlongo al norte y el sur. La torreta Sur lleva el famoso jacquemart llamado Jean de Nivelles, un autómata de latón dorado de 2 metros de altura, que data de alrededor de 1400 y que se trasladó en 1617 desde el antiguo Ayuntamiento a esta torreta.
Estas torretas tienen seis niveles separados por cordones de piedra: un primer nivel decorado con bandas lombardas y lesenas; cuatro niveles perforados por simples aspilleras y finalmente un sexto nivel en el que la decoración es muy similar a la torre del campanario (huecos geminados con columnata, arcadas lombardas y mampuestos).

##### El campanario octogonal
El macizo oblongo está rematado por una poderosa campanario octogonal, reconstruido durante la restauración llevada a cabo durante los años 1970-1980 en un proyecto de los arquitectos Simon Brigode y Ladrière.
Cuenta con dos registros, uno ciego y el otro muy adornado. Los ocho lados del campanario están delimitados por columnas rematadas con capiteles en forma de dados. Cada una de ellos está decorado con bandas lombardas y atravesado por un par de ventanas geminadas con columnatas y abat-sons rematados con un óculo.
El campanario se remata con un corto chapitel cubierto de pizarra.

### Arquitectura interior

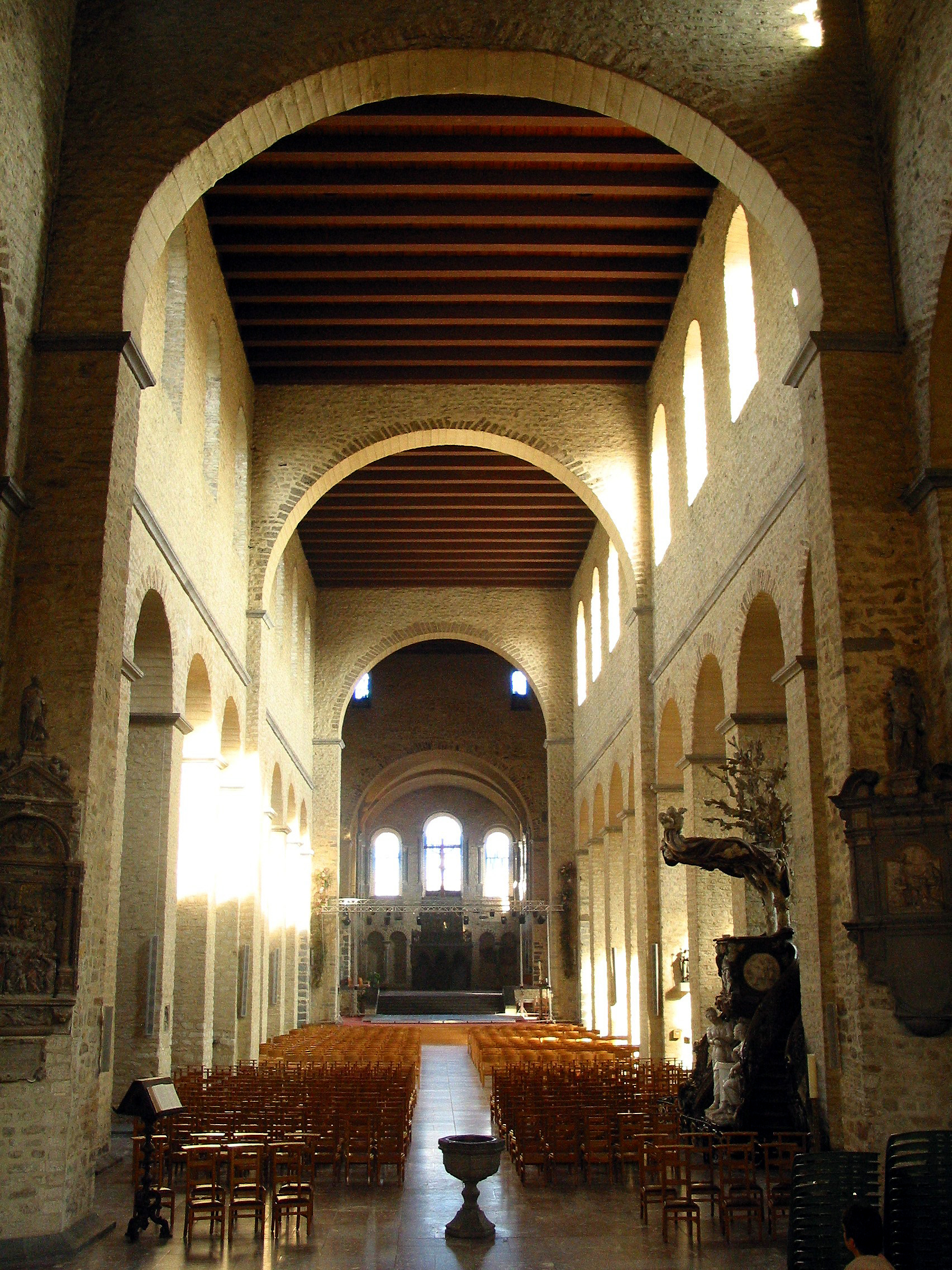
Nave de la colegiata Sainte-Gertrude en Nivelles

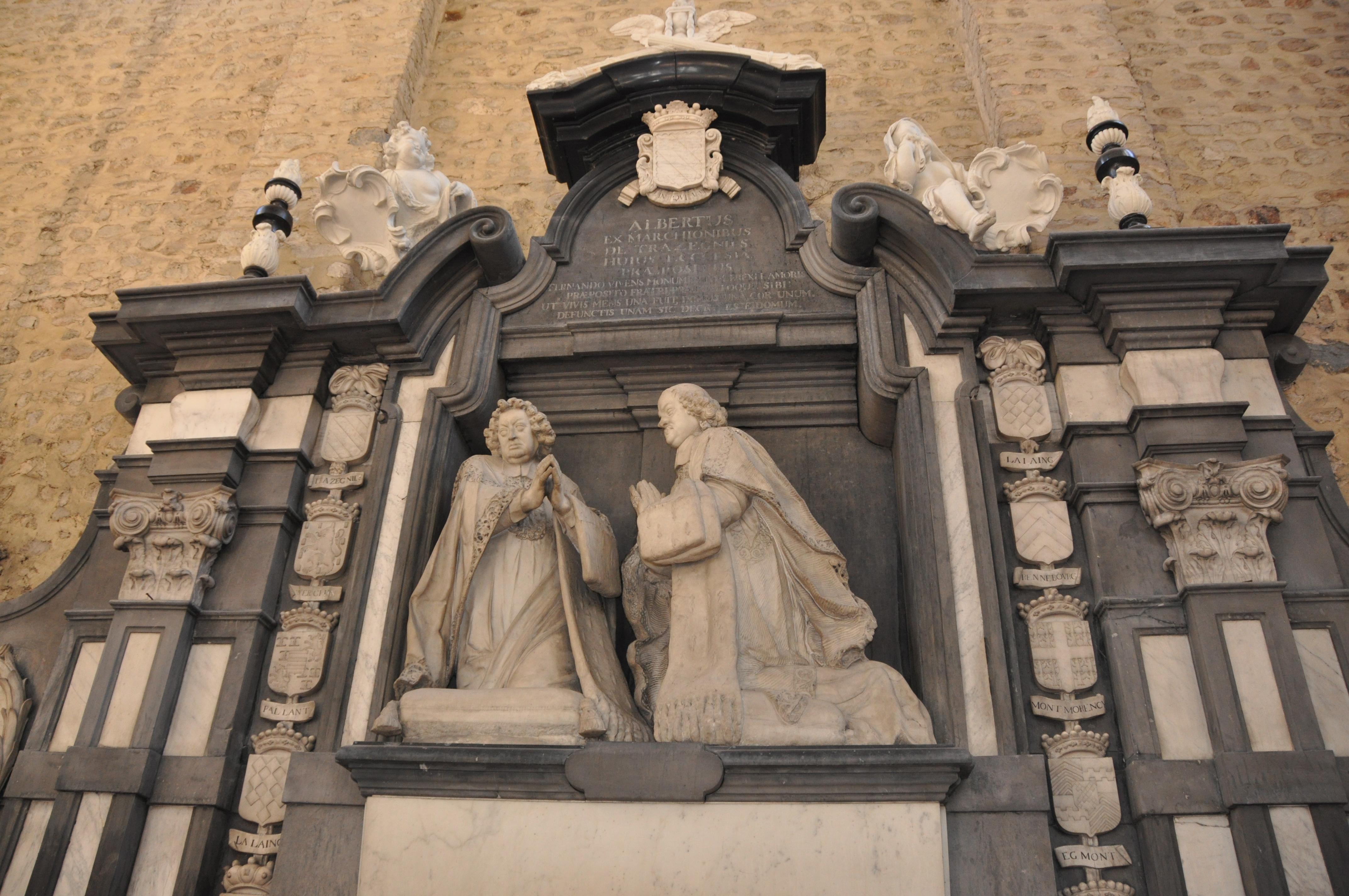
Mausoleo de Albert-François y Ferdinand-François de Trazegnies

Claudine Ronnay-Docmans escribió en Patrimoine majeur de Wallonie :

En el interior de la iglesia, más que en el exterior, uno es sacudido por la amplitud de los volúmenes y el rigor de las articulaciones ortogonales. La línea mediana se afirma por la sucesión de tres arcos diafragmas que escanden la nave; llevando la mirada más allá del crucero del transepto de uno u otro coro. Bajo un techo plano, la sala reina entre dos filas de nueve pilares conectados por dos grandes arcos cimbrados. Un cordón continuo corta a lo largo de los muros canalón bajo la fila de dos veces cuatro huecos cimbrados. La misma ordenación, pero reducida caracteriza a los pasillos. Aquí, el techo original ha sido reemplazado, a finales del siglo XV y principios del siglo XVI; por bóvedas de nervaduras de piedra azul, cuyas claves están pintados con las armas de las abadesas. El techo de la nave continúa por encima de los cruceros de los dos transeptos, cuyos brazos estaban cubiertos con bóvedas de nervaduras en el siglo XVII. Las capillas de planta cuadrada están abovedadas con aristas.[...]  Este marco evoca irresistiblemente el esplendor de las liturgias otonianas, tal como las conocemos por la abadía de Essen en Alemania.
À l’intérieur de l’église ; plus encore qu’à l’extérieur, on est saisi par l’ampleur des volumes et la rigueur des articulations orthogonales. L’axe médian s’affirme par la succession des trois arcs diaphragmes qui scandent le vaisseau ; emportant le regard au-delà des croisées de transept vers l’un ou l’autre chœur. Sous un plafond plat, le vaisseau règne entre deux files de neuf piliers reliés par de grands arcs en plein cintre. Un cordon continu court le long des murs goutteraux sous l’enfilade de deux fois quatre baies cintrées. La même ordonnance mais en réduction, caractérise les bas-côtés. Ici, le plafond initial a été remplacé, à la fin du s. XVe et au début du s. XVIe; par des voûtes sur nervures en pierre bleue, dont les clés sont peintes aux armes des abbesses. Le plafond de la nef se poursuit au-dessus des croisées des deux transepts, dont les bras ont été couverts de voûtes sur nervures au s. XVIIe. Les chapelles au plan carré qui y sont greffées sont voûtées d’arêtes. [...] Ce cadre évoque irrésistiblement la splendeur des liturgies ottoniennes, telles que nous les connais sons pour l’abbaye d’Essen en Allemagne.

## Mobiliario de la colegiata
- Treinta y dos asientos de la sillería del coro y sus pupitres en roble, de estilo renacentista, realizado por los canónigos de Santa Gertrudis y terminados en 1566, constituyen una verdadera conjunto arquitectónico;[4][5]: 4–5
- Se debe una parte del mobiliario de la colegiata al célebre artista Laurent Delvaux: Púlpito de la verdad (1772)

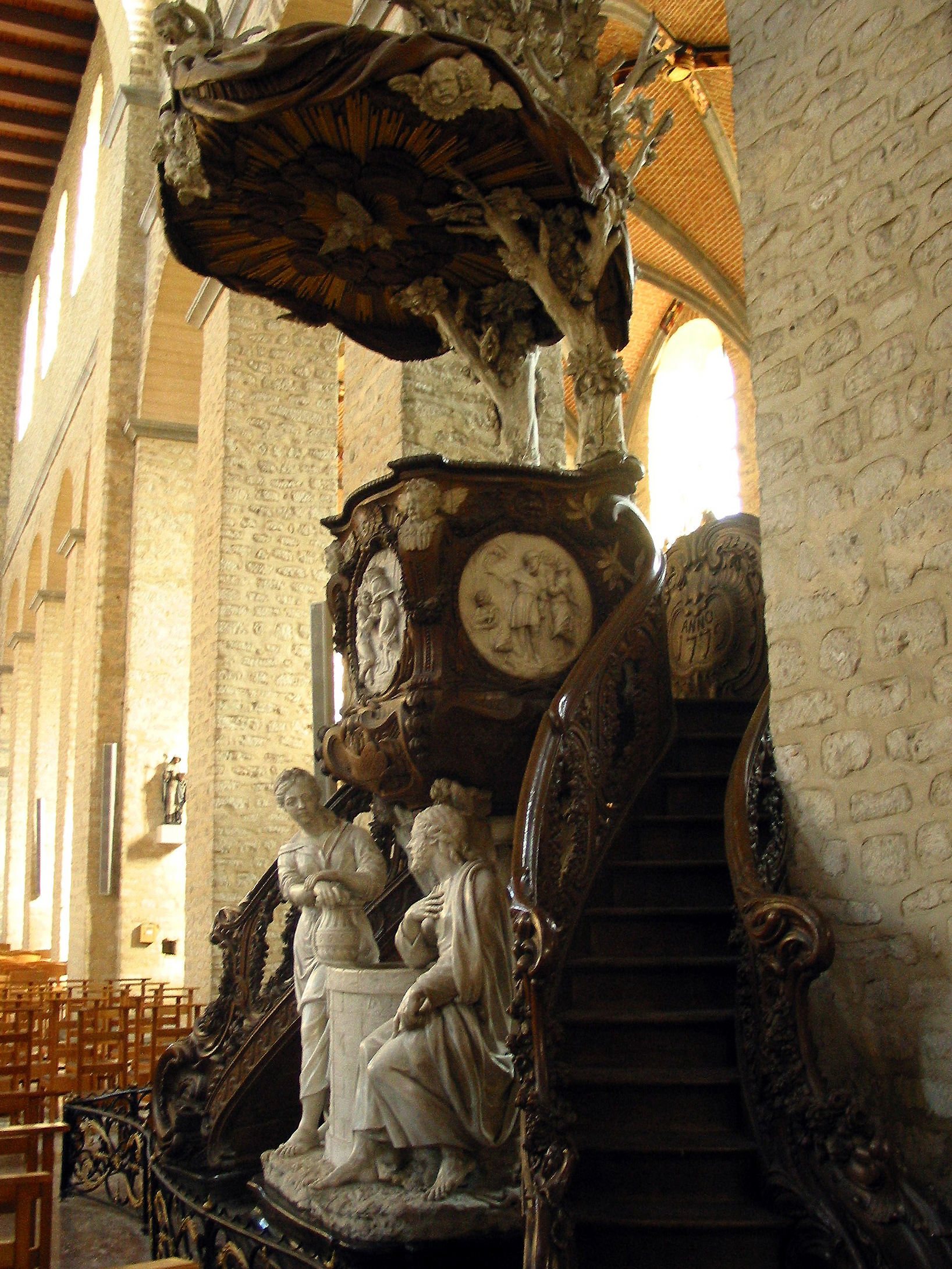
Púlpito de la verdad (1772)

  - púlpito de la colegiata (1772), en mármol y madera, con Jesús y la Samaritana conversando en el pozo de Jacob. Los tres medallones ilustran las parábolas del del sembrador, del hijo pródigo y del padre de familia. La superestructura de estilo barroco y las decoraciones de la barrica y las escaleras de estilo Luis XVI viven en armonía en un impresionante conjunto. Laurent Delvaux fue asistido por Philippe Lelièvre (decorador escultor) y Nicolas Bonete (ebanista);[5]: 15–6 
  - retablo de la conversión de Pablo en el camino a Damasco, 1735, notable escultura de roble que refleja la actitud dinámica del personaje. Viene de la antigua iglesia de Saint-Paul de Nivelles;[5]: 16 
  - estatua de madera de roble (ca. 1750) de la bienaventurada Itta de Aquitania, madre de Santa Gertrudis y fundadora de la abadía de Nivelles;
  - estatua de madera de roble (ca. 1750) del bienaventurado Pipino de Landen, padre de Santa Gertrudis;[5]: 13 
  - cuatro estatuas de roble: San Pedro, llevando las llaves del Paraíso con el gallo de la negación a sus pies; San Pablo que está sosteniendo la espada de su martirio; San Andrés apoyada en la cruz (X) de su martirio; y Santiago el Mayor representado en peregrinación con la gourde, las conchas y el bâton;[5]: 14 
  - púlpito de la verdad en roble de la antigua iglesia de los Carmelos, en cuyo grupo esculpido figura el profeta Elías en el desierto, alimentado por el ángel, ca. 1740-1745;[5]: 16 
  - Cordero del Apocalipsis, tirado sobre el libro de los siete sellos, de madera pintada de blanco, ca.1760;[5]: 13 
  - esculturas de roble de dos alegorías figurando la Fuerza y la Prudencia, coronando la puerta sur, 1739.[5]: 13